# Конфедерация обществ потребителей
Международная конфедерация обществ потребителей (КонфОП) — международный союз общественных объединений, занимающихся защитой прав потребителей. По данным на 2020 год, членами КонфОП являются 36 общественных организаций потребителей из 6 стран СНГ — России, Украины, Белоруссии, Грузии, Казахстана и Таджикистана. Штаб-квартира организации находится в Москве. Конфедерация была образована в 1989 году как Федерация обществ потребителей СССР, а в 1991 году была преобразована в КонфОП. Является членом Международной организации потребителей (Consumers International).

## Органы управления
Органами управления КонфОП являются Конгресс, Высший координационный совет и Правление.
Конгресс представляет собой общее собрание членов конфедерации, он проводится раз в 3 года; это высший орган управления КонфОП.
Высший координационный совет занимается общим руководством деятельности КонфОП между заседаниями Конгресса.
Правление является коллегиальным исполнительным органом, оно занимается оперативным управлением конфедерацией.

## Деятельность
КонфОП занимается защитой прав и отстаиванием законных интересов потребителей в их взаимоотношениях с бизнесом и государством. Потребителям даётся юридическая защита, предоставляется независимая и объективная информация, оказываются консультации. Среди других направлений деятельности конфедерации законотворческая, образовательная и исследовательская деятельность. В 1998 году КонфОП организовала Конкурс по основам потребительских знаний для школьников, который затем был преобразован во Всероссийскую олимпиаду по предпринимательству и основам потребительских знаний. После этого схожие конкурсы стали проводиться в Белоруссии, Таджикистане и Украине.